# スーペルコパ・スダメリカーナ
スーペルコパ・スダメリカーナ（西: Supercopa Sudamericana）あるいはスーペルコパ・ジョアン・アヴェランジェ（西: Supercopa João Havelange）は、かつて南米サッカー連盟（CONMEBOL）の主催により行われていた、南米のクラブチームによるサッカーの国際大会である。コパ・リベルタドーレスの歴代優勝クラブを招き、1988年から1997年まで毎年開催された。

## 招待されたチーム
- アルゼンチン
  - アルヘンティノス・ジュニアーズ
  - ボカ・ジュニアーズ
  - エストゥディアンテス
  - インデペンディエンテ
  - ラシン
  - リーベル・プレート
  - ベレス・サルスフィエルド
- ブラジル
  - クルゼイロ
  - フラメンゴ
  - グレミオ
  - サントス
  - サンパウロ
  - ヴァスコ・ダ・ガマ（1948年に開催された南米クラブ選手権の優勝チームとして参加）
- チリ
  - コロコロ
- コロンビア
  - アトレティコ・ナシオナル
- パラグアイ
  - オリンピア
- ウルグアイ
  - ナシオナル
  - ペニャロール

## 結果
| 年度 | 優勝                     | 結果                 | 準優勝               | 会場                                                                          |
| ---- | ------------------------ | -------------------- | -------------------- | ----------------------------------------------------------------------------- |
| 1988 | ラシン                   | 2 - 1 1 - 1          | クルゼイロ           | フアン・ドミンゴ・ペロン（アベジャネーダ） ミネイロン（ベロオリゾンテ）       |
| 1989 | ボカ・ジュニアーズ       | 0 - 0 aet (PK 5 - 3) | インデペンディエンテ | ラ・ボンボネーラ（ブエノスアイレス） ラ・ドブレ・ビセーラ（アベジャネーダ）   |
| 1990 | オリンピア               | 3 - 0 3 - 3          | ナシオナル           | センテナリオ（モンテビデオ） ディフェンソーレス・デル・チャコ（アスンシオン） |
| 1991 | クルゼイロ               | 0 - 2 3 - 0          | リーベル・プレート   | エル・モヌメンタル（ブエノスアイレス） ミネイロン（ベロオリゾンテ）           |
| 1992 | クルゼイロ               | 4 - 0 0 - 1          | ラシン               | ミネイロン（ベロオリゾンテ） フアン・ドミンゴ・ペロン（アベジャネーダ）       |
| 1993 | サンパウロ               | 2 - 2 aet (PK 5 - 4) | フラメンゴ           | マラカナン（リオデジャネイロ） モルンビー（サンパウロ）                       |
| 1994 | インデペンディエンテ     | 1 - 1 1 - 0          | ボカ・ジュニアーズ   | ラ・ボンボネーラ（ブエノスアイレス） ラ・ドブレ・ビセーラ（アベジャネーダ）   |
| 1995 | インデペンディエンテ     | 2 - 0 0 - 1          | フラメンゴ           | ラ・ドブレ・ビセーラ（アベジャネーダ） マラカナン（リオデジャネイロ）         |
| 1996 | ベレス・サルスフィエルド | 1 - 0 2 - 0          | クルゼイロ           | ミネイロン（ベロオリゾンテ） ホセ・アマルフィターニ（ブエノスアイレス）       |
| 1997 | リーベル・プレート       | 0 - 0 2 - 1          | サンパウロ           | モルンビー（サンパウロ） エル・モヌメンタル（ブエノスアイレス）               |

## 統計

### クラブ別成績
| クラブ名                 | 優 | 準 | 優勝年度  | 準優勝年度 |
| ------------------------ | -- | -- | --------- | ---------- |
| クルゼイロ               | 2  | 2  | 1991,1992 | 1988,1996  |
| インデペンディエンテ     | 2  | 1  | 1994,1995 | 1989       |
| ラシン                   | 1  | 1  | 1988      | 1992       |
| ボカ・ジュニアーズ       | 1  | 1  | 1989      | 1994       |
| サンパウロ               | 1  | 1  | 1993      | 1997       |
| リーベル・プレート       | 1  | 1  | 1997      | 1991       |
| オリンピア               | 1  | 0  | 1990      |            |
| ベレス・サルスフィエルド | 1  | 0  | 1996      |            |
| フラメンゴ               | 0  | 2  |           | 1993,1995  |
| ナシオナル               | 0  | 1  |           | 1990       |

### クラブ所在国別成績
| 国名         | 優 | 準 |
| ------------ | -- | -- |
| アルゼンチン | 6  | 4  |
| ブラジル     | 3  | 5  |
| パラグアイ   | 1  | 0  |
| ウルグアイ   | 0  | 1  |